# Ato de Manitoba

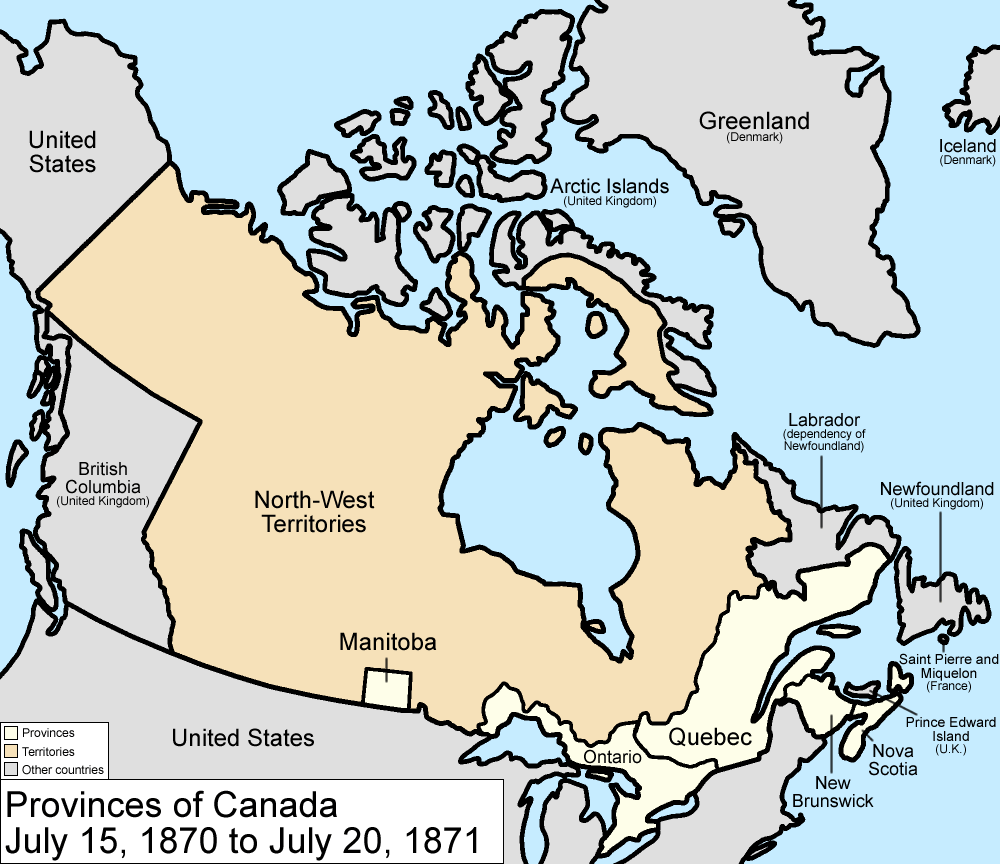
Províncias canadenses em 1870.

Ao Ato de Manitoba foi dado assentimento real no 33º ano do reinado da Rainha Vitória, 12 de maio de 1870. Entrando em vigor em 15 de julho de 1870, o Ato criou a província de Manitoba. O Ato de Manitoba é um estatuto canadense, e ainda compõe a Constituição do Canadá.